# Egnasia accingalis
Egnasia accingalis är en fjärilsart som beskrevs av Walker 1858. Egnasia accingalis ingår i släktet Egnasia och familjen nattflyn. Inga underarter finns listade i Catalogue of Life.